# Alexandru Novac
Alexandru Mihăiță Novac, född 24 mars 1997, är en rumänsk spjutkastare.

## Karriär

### 2013–2017
Under 2013 tog Novac silver vid rumänska U18-mästerskapen och brons vid rumänska juniormästerskapen. I juli 2014 tog han guld vid rumänska U18-mästerskapen. Följande månad kastade han 77,61 meter i kvalet vid ungdoms-OS i Nanjing och kvalificerade sig för finalen som bästa spjutkastare. I finalen kom Novac inte upp till samma nivå, men tog silver med ett kast på 73,98 meter.
I juli 2015 slutade Novac på 10:e plats vid junior-EM i Eskilstuna efter ett kast på 69,94 meter. Samma månad tog han silver vid rumänska mästerskapen i Pitești med ett kast på 71,45 meter. Ett år senare slutade han på femte plats vid junior-VM i Bydgoszcz efter ett kast på 72,91 meter. I maj 2017 kastade Novac 82,90 meter vid en tävling i Pitești, vilket var för första gången han kastade över 80 meter. I juli samma år tog Novac sitt första guld vid rumänska mästerskapen efter ett kast på 77,90 meter. Samma månad slutade han på fjärde plats vid U23-EM i Bydgoszcz efter ett kast på 77,76 meter. Månaden därpå tävlade Novac vid VM i London, där han inte tog sig vidare från kvalet.

### 2018–2022
I juli 2018 satte Novac ett nytt rumänskt rekord då han kastade 86,37 meter vid en tävling i italienska Nembro. Senare samma månad tog Novac sitt andra raka guld vid rumänska mästerskapen med ett kast på 81,00 meter. Månaden därpå tävlade han vid EM i Berlin, men tog sig inte vidare från kvalet. I juli 2019 tog Novac silver vid U23-EM i Gävle efter ett kast på 81,75 meter. Samma månad tog han sitt tredje raka guld vid rumänska mästerskapen. I oktober 2019 kastade Novac 82,12 meter vid VM i Doha och slutade på totalt 13:e plats i kvalet, men missade precis en finalplats då endast de 12 bästa spjutkastarna gick vidare.
I september 2020 tog Novac sitt fjärde raka guld vid rumänska mästerskapen i Cluj-Napoca efter ett kast på 76,88 meter. I juni 2021 tog han sitt femte raka guld vid rumänska mästerskapen efter ett kast på 75,85 meter. I augusti 2021 tävlade Novac för Rumänien vid OS i Tokyo, där han kvalificerade sig för finalen i spjut efter ett kast på säsongsbästat 83,27 meter. I finalen slutade Novac på tolfte och sista plats med ett kast på 79,29 meter.
I mars 2022 tog Novac guld vid Europacupen i kast i Leiria efter ett kast på 80,49 meter. I juni 2022 tog han sitt sjätte raka guld vid rumänska mästerskapen i Craiova. Följande månad tävlade Novac vid VM i Eugene, men gick inte vidare från kvalet i spjuttävlingen. I augusti 2022 tävlade Novac vid EM i München, där han slutade på nionde plats i spjuttävlingen.

### 2023
I juli 2023 tog Novac sitt sjunde raka guld vid rumänska mästerskapen i Craiova. I augusti 2023 tävlade han vid VM i Budapest men gick inte vidare från kvalet och slutade på totalt 25:e plats.

## Tävlingar

### Internationella
| År                    | Tävling                             | Plats                 | Placering             | Gren                  | Distans               |
| Tävlande för Rumänien | Tävlande för Rumänien               | Tävlande för Rumänien | Tävlande för Rumänien | Tävlande för Rumänien | Tävlande för Rumänien |
| --------------------- | ----------------------------------- | --------------------- | --------------------- | --------------------- | --------------------- |
| 2014                  | Olympiska sommarspelen för ungdomar | Nanjing               | 2:a                   | Spjutkastning (700 g) | 73,98 m               |
| 2015                  | Junioreuropamästerskapen            | Eskilstuna            | 10:e                  | Spjutkastning         | 69,94 m               |
| 2016                  | Juniorvärldsmästerskapen            | Bydgoszcz             | 5:e                   | Spjutkastning         | 72,91 m               |
| 2017                  | U23-europamästerskapen              | Bydgoszcz             | 4:e                   | Spjutkastning         | 77,76 m               |
| 2017                  | Världsmästerskapen                  | London                | 29:e (kval)           | Spjutkastning         | 74,67 m               |
| 2018                  | Europamästerskapen                  | Berlin                | 17:e (kval)           | Spjutkastning         | 76,44 m               |
| 2019                  | U23-europamästerskapen              | Gävle                 | 2:a                   | Spjutkastning         | 81,75 m               |
| 2019                  | Världsmästerskapen                  | Doha                  | 13:e (kval)           | Spjutkastning         | 82,12 m               |
| 2021                  | Olympiska sommarspelen              | Tokyo                 | 12:e                  | Spjutkastning         | 79,29 m               |
| 2022                  | Europacupen i kast                  | Leiria                | 1:a                   | Spjutkastning         | 80,49 m               |
| 2022                  | Världsmästerskapen                  | Eugene                | 25:e (kval)           | Spjutkastning         | 75,20 m               |
| 2022                  | Europamästerskapen                  | München               | 9:e                   | Spjutkastning         | 75,78 m               |
| 2023                  | Världsmästerskapen                  | Budapest              | 25:e (kval)           | Spjutkastning         | 75,75 m               |

### Nationella
- Rumänska friidrottsmästerskapen (utomhus):
  - 2015:  Silver – Spjutkastning (71,45 meter, Pitești)[3]
  - 2017:  Guld – Spjutkastning (77,90 meter, Pitești)[3]
  - 2018:  Guld – Spjutkastning (81,00 meter, Pitești)[3]
  - 2019:  Guld – Spjutkastning (75,48 meter, Pitești)[3]
  - 2020:  Guld – Spjutkastning (76,88 meter, Cluj-Napoca)[3]
  - 2021:  Guld – Spjutkastning (75,85 meter, Cluj-Napoca)[3]
  - 2022:  Guld – Spjutkastning (77,21 meter, Craiova)[3]
  - 2023:  Guld – Spjutkastning (79,90 meter, Craiova)[3]

## Personliga rekord
Utomhus
- Spjutkastning – 86,37 m (Nembro, 5 juli 2018) 0NR0[3]